# Thorndike (Maine)
Pour les articles homonymes, voir Thorndike.
Thorndike est une ville américaine située dans le Comté de Waldo, dans le Maine. Selon le recensement de 2020, sa population est de 774 habitants.

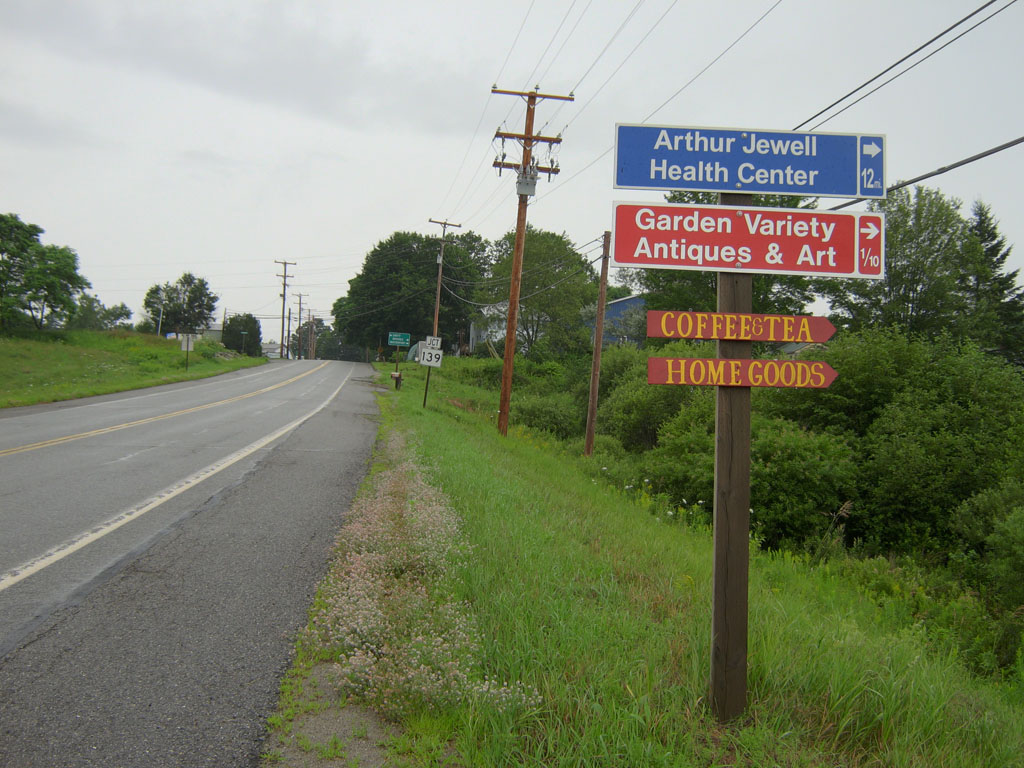
Thorndike, ME vu en regardant vers le nord sur ME 220 vers ME 139.